# Cratere Berkel
Berkel  è un cratere sulla superficie di Mercurio.